# Novopacký vodopád
Přírodní památka Novopacký vodopád (též Novopacké vodopády nebo Sýkornické vodopády) je chráněné území, které se nachází v Královéhradeckém kraji, okres Jičín, v lese Sýkornice, jihovýchodně od Vrchoviny. Jedná se o rokli se dvěma vodopády. První vodopád (Horní Novopacký vodopád) je situován na kraji lesa a je 4 m vysoký. Druhý vodopád (Dolní Novopacký vodopád) je přibližně o 80 m níže a je vysoký 8 m. Oba vodopády spadají volně dolů z převisu. U horního má převis hloubku až 1,5 m, na hraně je vytvořen malý skalní most; dolní spadá z převisu o hloubce až 6 m. Mimo jarní období trpí vodopády nedostatkem vody.

## Historie

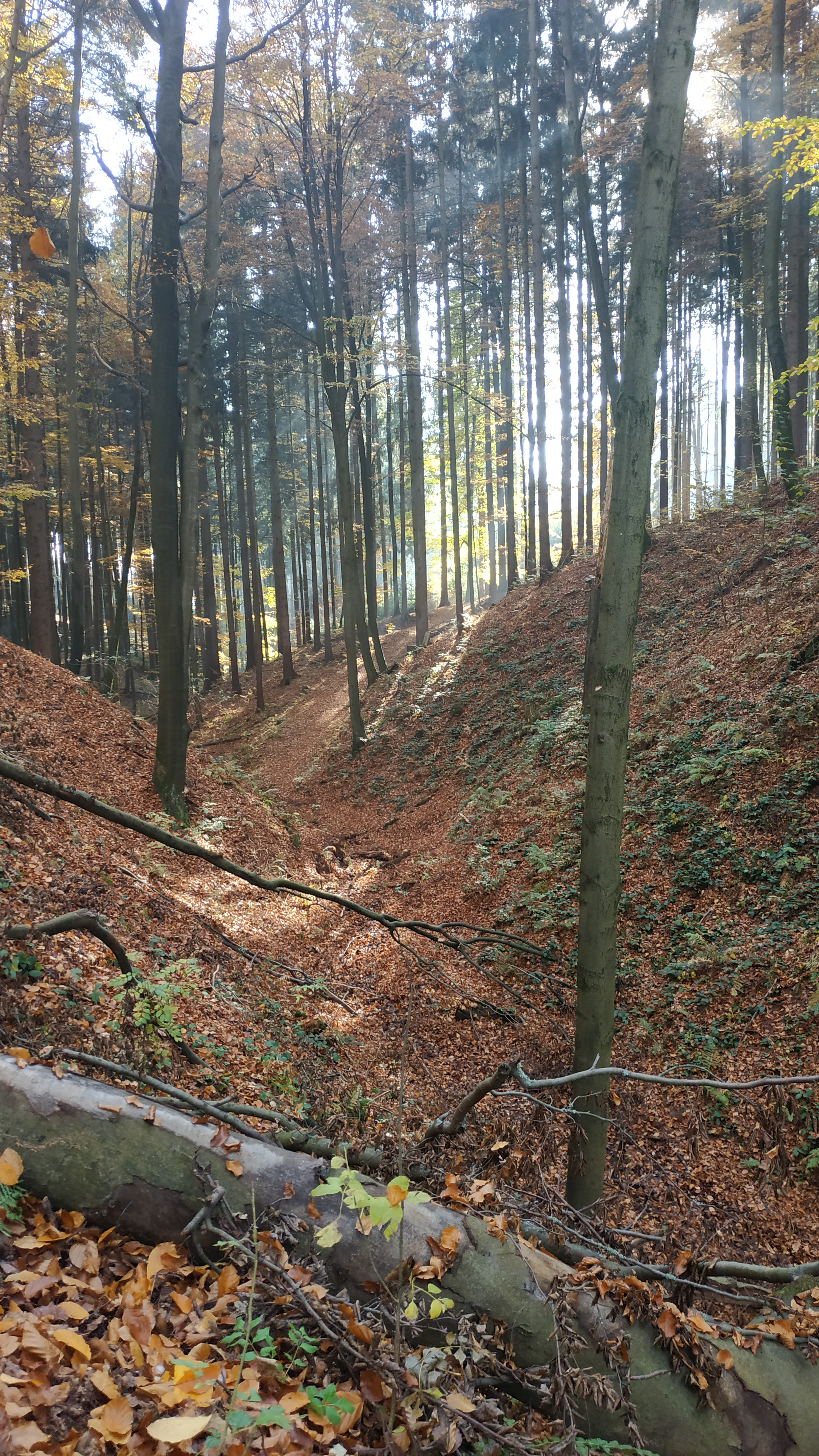
Zářez kaňonu

Přírodní památka Novopacký vodopád byla vyhlášena roku 1980 usnesením okresního národního výboru Jičín jako chráněný přírodní výtvor. V roce 1999 byla přehlášena okresním úřadem v Jičíně. Hlavním předmětem ochrany jsou vodopády, vzniklé v erozním zářezu na jednom z pravých přítoků potoka Zlatnice. Přírodní památka leží v přírodním parku Sýkornice, který byl vyhlášen roku 1984. Přírodní park má velikost 252,2 ha a je zde vytvořena naučná stezka. Vodopády vznikly vytvořením hrany v místě zpevněném železem, více odolávající erozi.

## Lokalita
Přírodní památka Novopacký vodopád se nachází v Královéhradeckém kraji, okres Jičín, v lesním komplexu Sýkornice, 3,4 km východně od Nové Paky v katastrálním území Stupná, Vidochov. Z geomorfologického členění se nachází v okresku Novopacká vrchovina spadající do Krkonošsko-Jesenické soustavy. Nadmořská výška oblasti je 430–480 metrů. Na území přírodní památky je pěstován les vysoký s různou věkovou strukturou. Přírodní památka sousedí s ornou půdou na severu a západě svojí hranice. Dochází zde ke splachům vody z polí a následné eutrofizaci a ruderalizaci okrajových částí.

## Geologie
Zářez kaňonu vznikl v červenohnědých permských sedimentech – polymiktních pískovcích, slepencích a aleuropelitech semilského souvrství. Svahy v okolí potoka odtékajícího údolím ve tvaru V jsou pokryty vrstvou zvětralých hornin a deluviálních písčito-jílovitých uloženin.
Pevnější dno údolí je na dvou místech prolomeno vodopádem. Horní vodopád je cca 4 m vysoký a na jeho hraně byl vytvořen skalní most. Voda padá volně dolů přes převis. Dolní vodopád je cca 8 m vysoký, pod jeho hranou je vytvořen amfiteátr s převisem.
Na území se nachází kyselá kambizem a rankery, u potoka také fluvizem glejová a glej typický.

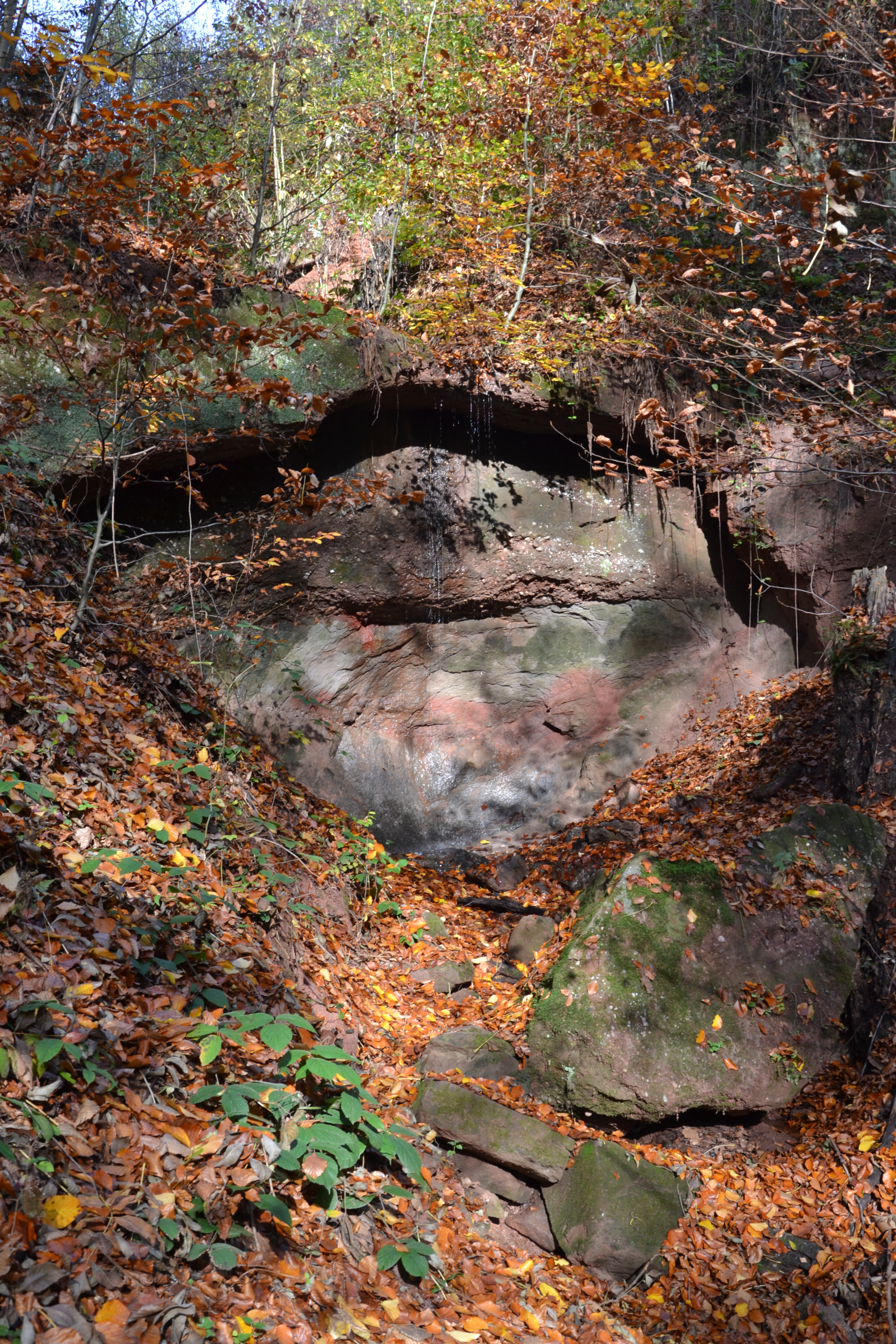
Horní vodopád (4 m)

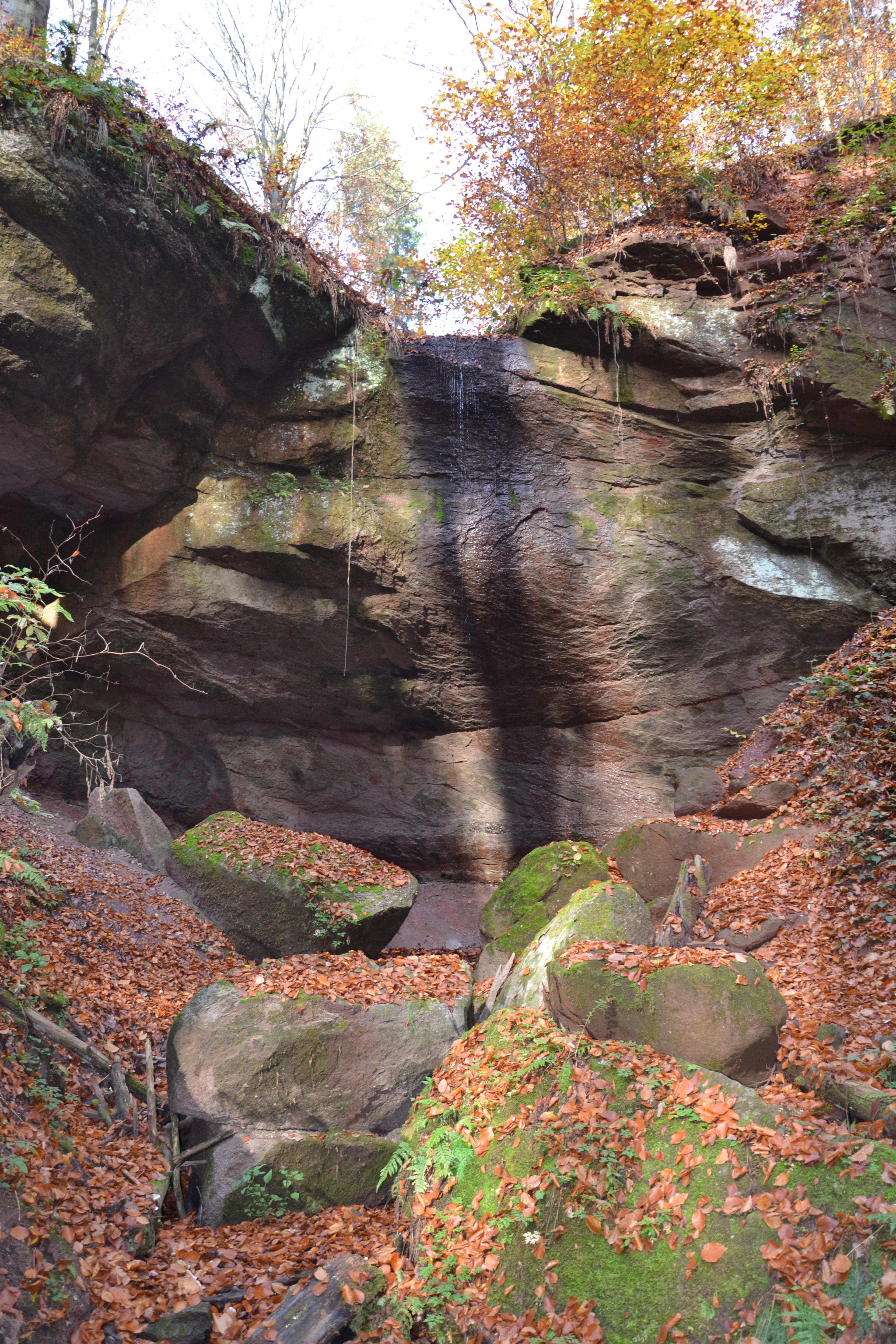
Dolní vodopád (8 m)

## Hydrologické a klimatické poměry
Kaňonem protéká potůček, který je pravostranným přítokem potoka Zlatnice. Zlatnice se poté vlévá do Javorky a ta dále do Cidliny. Ve východní části přírodní památky se nachází malá prameniště, ze kterých pramení. Přírodní památka se nachází v mírně teplé klimatické oblasti. Srážkové poměry ve vegetačním období jsou 450-500 mm, v zimním období 250–300 mm.

## Fauna
Vyskytují se zde z ptactva sýkora koňadra (Parus major), brhlík lesní (Sitta europaea), šoupálek dlouhoprstý (Certhia familiaris), holub doupňák (Columba oenas) či strakapoud velký (Dendrocopos major). Z obojživelníků zde byl nalezen skokan hnědý (Rana temporavia). Je pravděpodobné, že se zde budou vyskytovat také některé druhy xylofágního hmyzu díky přítomnosti mrtvého dřeva, které je zde necháváno.

## Flóra
Flóra zde je chudší díky malé velikosti území a také vlivem lesního porostu buku lesního (Fagus sylvatica). Porost buku je různověký od mladých jedinců po spadlé stromy podléhající rozkladu. V lese můžeme také najít smrk ztepilý (Picea abies). V podrostu bučin zde roste šťavel kyselý (Oxalis acetosella), lipnice hajní (Poa nemoralis), bažanka vytrvalá (Mercurialis perennis), pitulník horský (Galeobdolon montanum), svízel vonný (Galium odoratum), papratka samičí (Athyrium filix-femina), netýkavka nedůtklivá (Impatiens noli-tangere) či kakost smrdutý (Geranium robertianum).

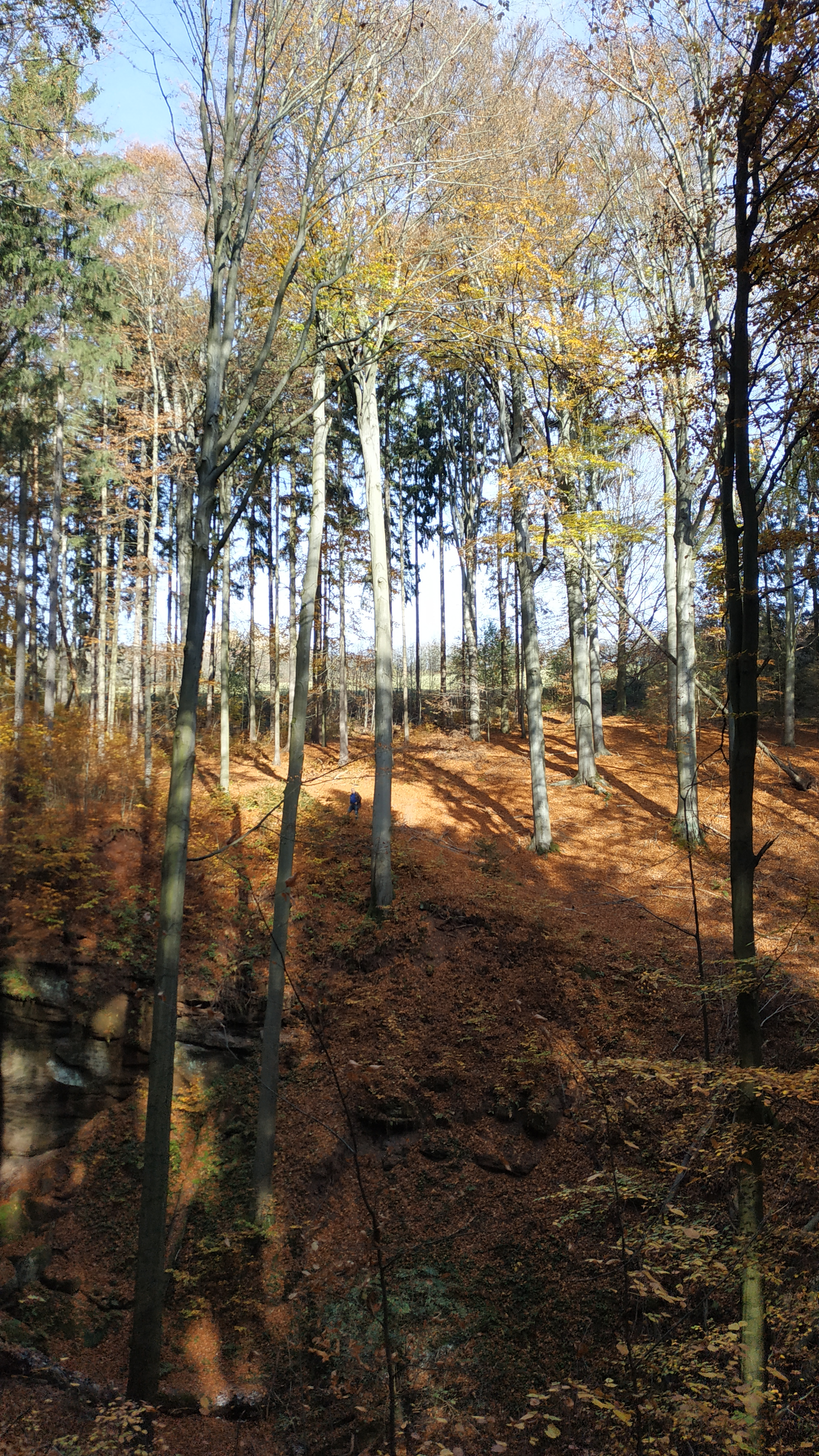
Vzrostlé buky a smrky

## Ochrana
Cílem ochrany je zachování geomorfologického útvaru kaňonu a zachování lesního ekosystému. V okolí se nenachází žádné vzácné rostliny, a proto jim není věnována žádná péče. Pro podpoření druhové diverzity jsou zde zanechávány staré rozkládající se stromy, které mohou působit jako útočiště či doupné stromy. Ochranné pásmo přírodní památky není definováno, je tedy 50 m od hranic přírodní památky. Hranice přírodní památky nejsou vyznačeny správně. V současné době nedochází k zásahům, je plánována obnova lesního porostu s druhovým složením blízkým přirozené skladbě. Ochrana proti zvěři probíhá pomocí oplocenek u náletových jedinců individuálně.

## Turistika
K přístupu lze využít lesních cest vedoucích od červené turistické trasy vedoucí z Nové Paky do Stupné či jít údolím potoka vlévajícího se nedaleko Stupné do Zlatnice. Také lze využít modrou turistickou značku vedoucí z Vrchoviny. U přírodní památky se vyskytují dvě informační tabule. U spodního vodopádu je postavena lavička s výhledem na vodopád. 

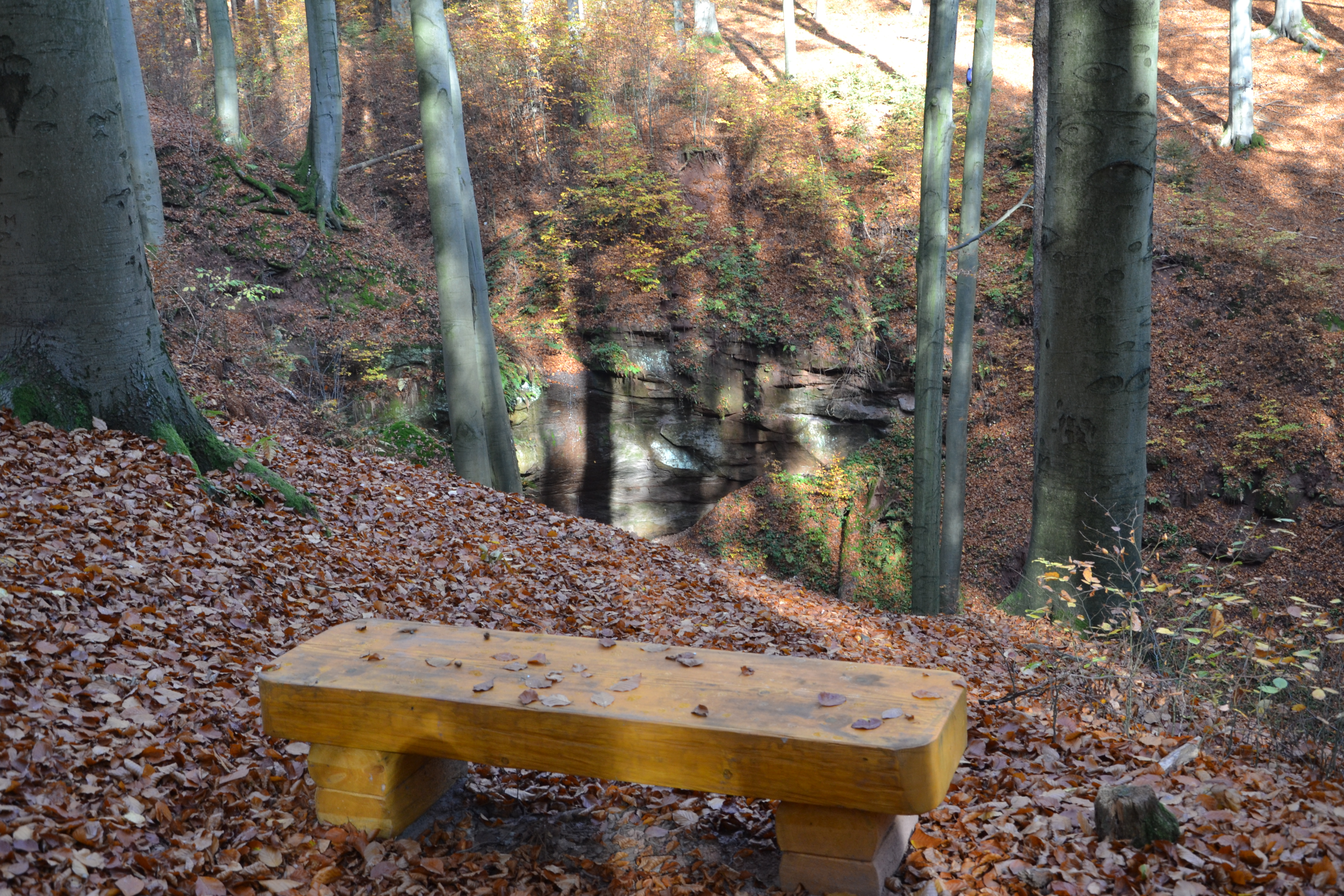
Vyhlídka na Novopacký vodopád